# اغاجاری (شاهین‌دژ)
اغاجاری یک منطقهٔ مسکونی در ایران است که در دهستان هولاسو واقع شده‌است. براساس سرشماری مرکز آمار ایران در سال ۱۳۹۵، اغاجاری ۴۹۴ نفر جمعیت دارد.